# سییا کاتو
سییا کاتو (انگلیسی: Seiya Kato؛ زادهٔ ۱۹ مهٔ ۱۹۹۴) بازیکن فوتبال اهل ژاپن است.